# Вплив пандемії COVID-19 на хокей
Пандемія коронавірусної хвороби 2019 спричинила негативний вплив на хокей у цілому світі, віддзеркалюючи свій вплив на всі види спорту та спортивні змагання. По всьому світу у тому чи іншому ступені були скасовані або відкладені регулярні хокейні змагання та розіграші хокейних ліг.

## Міжнародні змагання
У зв'язку з пандемією COVID-19 Міжнародна федерація хокею із шайбою скасувала жіночий чемпіонат світу з хокею 2020 року та загалом чемпіонат світу серед жінок на всіх рівнях, а також чемпіонат світу з хокею 2020 серед чоловіків у IV дивізіоні. Федерація також скасувала у 2020 році один із двох своїх офіційних юніорських чемпіонатів світу, чемпіонат світу з хокею серед юніорів віком до 18 років. 21 березня ІІХФ публічно повідомила, що чемпіонат світу серед чоловіків також скасовано.
Юніорський чемпіонат світу з хокею 2021 року проходив без глядачів. У зв'язку з політичною нестабільністю і занепокоєння щодо поширення COVID-19 Білорусь було відкликано як співгосподаря чемпіонату світу серед чоловіків 2021 року, і турнір приймала виключно Латвія. Ігри чемпіонату проходили без глядачів у першій половині турніру, а в другій частині турніру дозволили відвідувати матчі обмеженій кількості повністю вакцинованих глядачів.
Чемпіонат світу з хокею 2021 серед жінок був скасований владою канадської провінції Нова Шотландія. Турнір було перенесено на кінець року, та проведено в Калгарі, де він проходив без глядачів.
У зв'язку зі занепокоєнням щодо поширення варіанту Омікрон ІІХФ у грудні 2021 року скасувало низку великих міжнародних змагань. ІІХФ також скасувала всі турніри, заплановані на січень 2022 року, включно з юніорським чемпіонатом світу 2022 року серед жінок до 18 років другий рік поспіль. Це рішення викликало критику з боку гравців і офіційних осіб за стримування розвитку жіночого хокею, особливо тому, що молодіжний чемпіонат світу з хокею 2022 року проводився за розкладом. Після того, як кілька ігор було скасовано у зв'язку з виявленням у гравців позитивних тестів на коронавірус, 29 грудня 2021 року ІІХФ скасувала проведення молодіжного чемпіонату світу з хокею 2022 року.

### Скасовані турніри
- Чемпіонат світу з хокею із шайбою (юніори)
- Чемпіонат світу з хокею із шайбою 2020
- Чемпіонат світу з хокею із шайбою 2020 (дивізіон I)
- Чемпіонат світу з хокею із шайбою 2020 (дивізіон II)
- Чемпіонат світу з хокею із шайбою 2020 (дивізіон III)
- Чемпіонат світу з хокею із шайбою 2020 (дивізіон IV)
- Чемпіонат світу з хокею із шайбою 2020 (жінки)
- Чемпіонат світу з хокею із шайбою 2020 (дивізіон I, жінки)
- Чемпіонат світу з хокею із шайбою 2020 (дивізіон II, жінки), група A
- Молодіжний чемпіонат світу з хокею із шайбою 2022
- Чемпіонат світу з хокею з шайбою серед юніорських команд (жінки) 2022

## Європа
У зв'язку із забороною уряду Німеччини на проведення великих змагань 10 березня 2020 року Німецька хокейна ліга повідомила, що скасує решту сезону, що стало першим випадком в історії ліги, коли не було визначено чемпіона. Чотири найкращі команди на момент скасування — «Ред Булл» (Мюнхен), «Адлер Мангайм», «Штраубінг Тайгерс» і «Айсберен Берлін» — кваліфіковані до хокейної Ліги чемпіонів.
15 березня Шведська хокейна асоціація призупинила всі хокейні змагання, плей-оф і кваліфікаційні раунди в елітних лігах Швеції. У зв'язку з цим не відбулися вручення трофею Ле Мата на сезон 2019—2020 років, а також проведення кваліфікаційних ігор між лігами на сезон 2020—2021 років.

### Скасовані або достроково завершені ліги
- Словацька Екстраліга 2019—2020
- Австрійська хокейна ліга 2019—2020
- Чемпіонат Німеччини з хокею 2019—2020
- Лійга 2019—2020
- Шведська хокейна ліга 2019—2020
- Британська елітна ліга 2019—2020

## Північна Америка

### Сезон 2019—2020 років
На початку березня 2020 року Національна хокейна ліга призупинила доступ представників засобів масової інформації до роздягалень команд, заявивши, що після ігор допускатиметься лише офіційний персонал, щоб обмежити зайві контакти людей між собою. 12 березня НХЛ, Американська хокейна ліга, ліги Канадської хокейної ліги (Хокейна ліга Онтаріо, Головна юніорська хокейна ліга Квебеку та Західна хокейна ліга), Хокейна ліга США та ECHL повідомили, що їхні сезони 2019—2020 років будуть призупинені на невизначений термін. 12 березня Національна жіноча хокейна ліга відклала фінал Кубка Ізобель на невизначений термін. 14 березня ECHL повідомила, що решту сезону буде скасовано. 18 березня ліги Канадської хокейної ліги повідомили про скасування решти своїх поточних сезонів.2 3 березня КХЛ підтвердила, що всі плей-оф і Меморіальний кубок 2020 року скасовані.
12 березня Федерація хокею Канади, як керівний орган хокею в країні, скасувала решту сезону. Це включало як національні чемпіонати, такі як Кубок Телуса та Кубок Ессо, а також усі регіональні та провінційні плей-оф, плей-оф Канадської юніорської хокейної ліги та Кубок століття 2020. 11 травня Американська хокейна ліга оголосила про завершення сезону АХЛ 2019—2020 років, роздавши всі трофеї регулярного сезону.

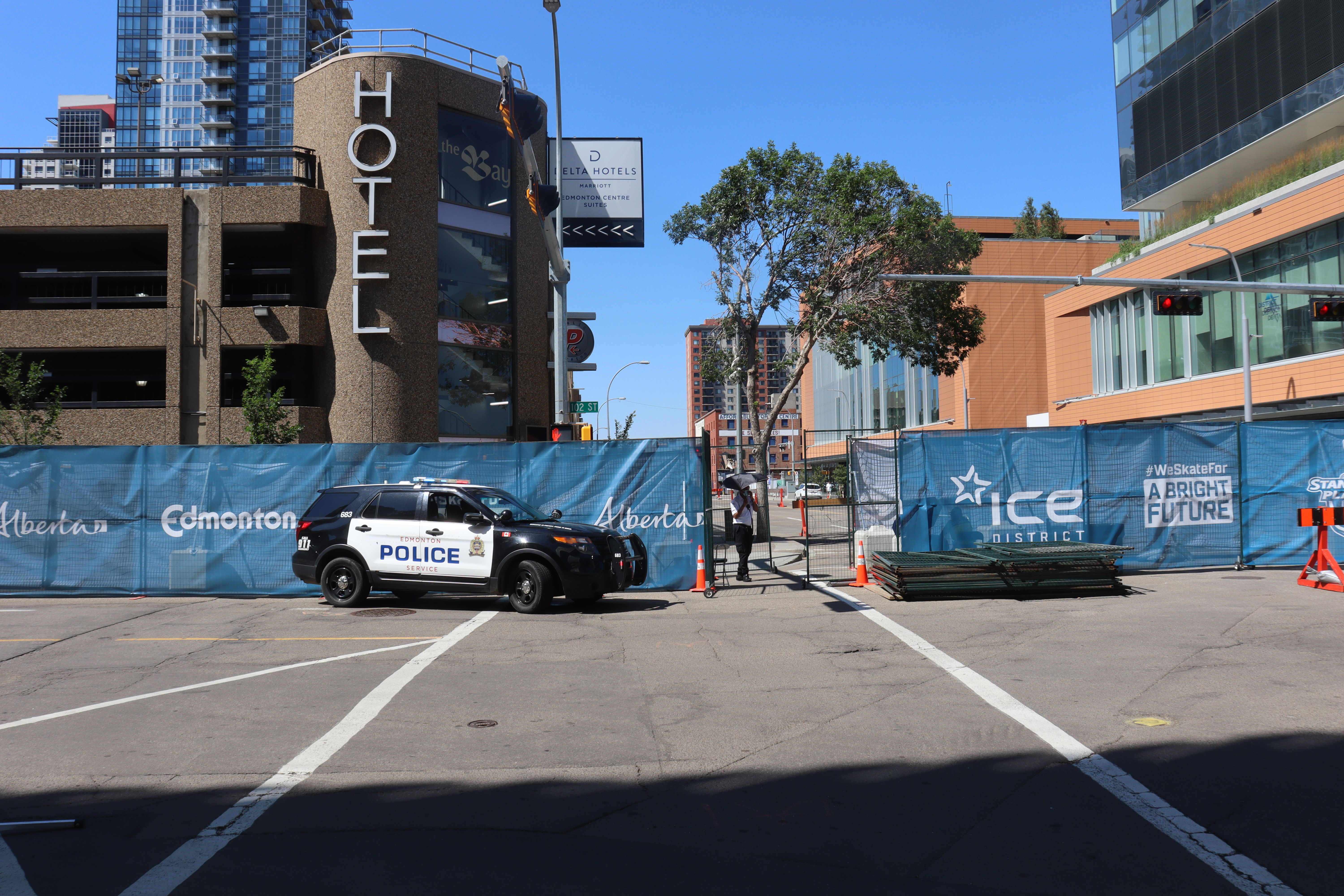
Огорожа та охорона «біозахищеного міхура» Національної хокейної ліги в Едмонтоні. Плей-оф Кубка Стенлі 2020 проходив у двох містах-центрах, Едмонтоні та Торонто.

26 травня НХЛ і Асоціація гравців Національної хокейної ліги домовилися про базову структуру для проведення плей-оф Кубка Стенлі в біологічно-захищеному міхурі. Основа розіграшу базуватиметься на відсотках очок кожного клубу, здобутих до призупинення сезону 12 березня; сезон 2019—2020 вважається фактично завершеним 11 березня. Четверо найкращих сіяних команд у кожній конференції отримають перевагу в плей-оф, і зіграють у турнірі за круговою системою, щоб визначити посів у плей-оф; тоді як наступні 8 сіяних у кожній конференції зіграли б матчів у серії для відбору кращих із 5 для визначення решти посіву плей-оф (відбіркові матчі Кубка Стенлі). 8 червня НХЛ дозволила командам знову відкрити свої тренувальні центри відповідно до карантинних протоколів COVID-19. 10 липня НХЛ повідомила, що ігри плей-оф Кубка Стенлі 2020 року проходитимуть у двох центрах — Едмонтоні та Торонто. Стадіон «Скошіябенк-Арена» у Торонто прийняв ігри кваліфікації плей-оф Східної конференції, чвертьфінали та півфінали; тоді як Роджер Плейс у Едмонтоні приймав ті самі раунди Західної конференції, на додаток до обох фіналів конференції, а також фіналу Кубка Стенлі 2020 року. Гравці, які пройшли до «біозахищеного міхура» міста-центру, повинні були погодитися з карантинними протоколами, які регулюють роботу баз і території, де проводяться ігри, розділяючи центри на «зони безпеки».
З 28 по 31 липня 24 команди НХЛ зіграли по одній виставковій грі перед початком кваліфікації плей-оф Кубка Стенлі 1 серпня. Ліга провела понад 7 тисяч тестів на COVID-19 протягом першого тижня повернення до гри, при цьому НХЛ не повідомила про виявлення позитивних тестів. Кваліфікація плей-оф завершилася 9 серпня, а наступного дня розпочався перший раунд плей-оф Кубка Стенлі. Весь плей-оф Кубка Стенлі 2020 (включно з кваліфікаційними раундами) за планом тривав 66 днів. Сезон завершився 28 вересня в Едмонтоні, після того, як «Тампа-Бей Лайтнінг» у фінальному матчі виграла Кубок Стенлі.

### Сезон 2020—2021 років
20 грудня 2020 року НХЛ повідомила, що сезон 2020—2021 років розпочнеться 13 січня 2021 року, за який команди проведуть по 56 ігор, а завершиться 8 травня. Щоб обмежити кількість поїздок та обійти міжнародні обмеження на поїздки, усі команди були розподілені на 4 географічні дивізіони, 3 з яких складалися виключно з команд США, а всі 7 канадських команд включили до одного Північного дивізіону. У плей-оф Кубка Стенлі 2021 4 кращі команди в кожному дивізіоні грали між собою в перших двох раундах, а 4 чемпіони дивізіонів були пересіяні на основі їх загальної кількості очок у регулярному сезоні для півфінального раунду (який замінив традиційний фінал конференції). Канадський уряд дозволив в'їзд американським командам до кінця сезону. Командам також було дозволено тимчасово мати «тренувальні команди» резервних гравців, яких можна було викликати у випадку, якщо хтось із гравців основного складу не може взяти участь у грі.
У сезоні не були заплановані «Global Series», «Зимова класика», «Stadium Series» і Матч усіх зірок, які ліга перенесла. НХЛ запланувала дві гри на відкритому повітрі на курорті Еджвуд Тахо в Стейтлайні у штаті Невада, які були призначені лише для телевізійних трансляцій без глядачів, щоб замінити скасовані спеціальні заходи. Крім того, щорічну передсезонну гру «Kraft Hockeyville USA» було перенесено на один рік; зрештою її перенесли на 3 жовтня 2021 року в Ель-Пасо у штаті Техас.
Сезон 2020—2021 Хокейної ліги Східного узбережжя розпочався 11 грудня 2020 року. Спочатку брали участь лише 13 із 24 команд-членів, однак «Форт-Вейн Кометс» вирішила взяти участь за кілька днів до початку сезону, і з успіхом завершила сезон, перемігши «Саут Кароліна Стінгрейс», і вигравши Кубок Келлі. Сезон АХЛ 2021 року розпочався 5 лютого, коли 3 команди відмовилися від участі, 6 інших грали домашні ігри в інших місцях, а 2 командам, що базуються в Онтаріо, не дозволили грати домашні ігри. Плей-оф не проводився (за винятком Тихоокеанського дивізіону), і другий рік поспіль не проводилось визначення чемпіона за системою плей-оф. Клуб «Герші Беарс» виграв Трофей Макгрегора Кілпатріка як чемпіон регулярного сезону ліги.
Канадська хокейна асоціація в лютому 2021 року скасувала свої турніри другий сезон поспіль, посилаючись на те, що це було «найбезпечніше рішення, враховуючи триваючу невизначеність пандемії на місцевому рівні, а також невизначеність щодо того, чи кожен регіон зможе проводити свої турніри». Юніорська хокейна ліга Манітоби, Юніорська хокейна ліга Саскачевану і Вища міжнародна юніорська хокейна ліга скасували свої сезони в 2021 році, посилаючись на невизначеність або відсутність схвалення уряду на початок або відновлення гри.
Квебекська юніорська хокейна ліга та Західна хокейна ліга були єдиними двома лігами КХЛ, які продовжували грати в цьому сезоні; Квебекська юніорська ліга спочатку використовувала можливості «Атлантичного міхура безпеки» для ігор у своєму дивізіоні «Приморський», і була єдиною лігою КХЛ, яка проводила ігри після закінчення регулярного сезону. Однак пізніше ігри в дивізіоні були обмежені згідно з новими карантинними розпорядженнями та обмеженнями на поїздки, які перешкоджали іграм між командами з різних провінцій, після чого сезон було зупинено в середині квітня, й усі команди з Нової Шотландії втратили право брати участь у плей-оф, а перший раунд складався з колової системи з 9 ігор між трьома командами з Нью-Брансвіка, щоб визначити, хто зіграє з «Шарлоттаун Айлендерс» у чемпіонаті дивізіону «Приморський». Ці команди мали приєднатися до 3 команд із Квебеку в півфінальній стадії Кубку Президента, а всі ігри мали відбуватися у «Відеотон Сентр» у Квебеку. західна хокейна ліга проводила скорочений сезон ліги за дивізіонами (з 3 дивізіонами, які складалися виключно з команд Альберти, Британської Колумбії та США відповідно), з використанням міст-центрів для команд, що базуються в Британській Колумбії, та Східного дивізіону (Манітоба та Саскачеван), і скасувала плей-оф у зв'язку з обмеженнями на поїздки між провінціями. Хокейна ліга Онтаріо взагалі не зуміла розпочати сезон у зв'язку з постановою уряду Онтаріо про домашній карантин у провінції, і КХЛ скасувала Меморіальний Кубок другий сезон поспіль.

### Сезон 2021—2022 років
Сезон НХЛ 2021—2022 років повернувся до нормального розкладу та розподілу команд між дивізіонами, і правила розіграшу ліги передбачали до початку сезону, що кожна команда зможе допустити на матчі глядачів без обмеження кількості.
У вересні 2021 року ліга повідомила про запровадження нових протоколів щодо COVID-19 із зосередженням на вакцинації, що дозволяє командам відсторонювати гравців без оплати, якщо вони «не можуть брати участь у клубних заходах» у зв'язку з інфікуванням COVID-19 або неможливістю здійснювати поїздки внаслідок неповної щепленості (за винятком релігійних і медичних винятків), а також додаткові вимоги щодо карантину та обмежень для невакцинованих гравців. Повідомлялося, що переважна більшість гравців вже були вакциновані в міжсезоння; у жовтні 2021 року комісар ліги Гері Беттмен заявив, що лише 4 гравці ліги не були повністю вакциновані. 18 жовтня 2021 року гравець «Сан-Хосе Шаркс» Евандер Кейн був дискваліфікований на 21 гру після того, як було виявлено, що він подав лізі підроблений запис про вакцинацію.
На початку листопада 2021 року на команди почали впливати спалахи хвороби, що призводило до відсторонення гравців у зв'язку з включенням їх до «карантинного списку COVID-19» НХЛ. Зірка «Піттсбург Пінгвінс» та одна з найбільших зірок НХЛ Сідні Кросбі, і його товариш по команді Браян Дюмулін дали позитивний результат тестування на COVID-19 3 листопада 2021 року, а головного тренера Майка Саллівана пізніше включили до карантинного списку. Кросбі щойно повернувся після операції на зап'ясті, через яку він пропустив перші 8 ігор регулярного сезону.
У зв'язку з появою варіанту Омікрон, який призвів до збільшення кількості хворих гравців і перенесення великої кількості ігор, НХЛ перенесла всі ігри, які були заплановані на 22 і 23 грудня, і продовжила звичайну перерву на Різдво та День подарунків. Пізніше цю перерву знову продовжили до 27 грудня, коли НХЛ повідомила, що більшість команд відновлять гру 28 грудня, і знову дозволена практика з попереднього сезону створення «тренувальної команди» резервних гравців. НХЛ відклала низку ігор або перенесла їх у міста США, зокрема посилаючись на впровадження обмежень транспортного сполучення в кількох провінціях Канади.
22 грудня НХЛ і профспілка гравців НХЛ повідомили, що вони відмовляються від участі в зимових Олімпійських іграх 2022 року, посилаючись на небезпеку інфікування COVID-19, і необхідність використовувати зарезервовану перерву в розкладі, щоб компенсувати перенесені ігри. Також у грудні 2021 року АХЛ повідомила, що її матч усіх зірок та розіграш індивідуальних призів не проводитимуться за розкладом. Цей захід мав прийняти 6 і 7 лютого 2022 року «Лаваль Рокет» у Лавалі.
19 січня НХЛ повідомила нові дати проведення 121 гри, або близько 9 % від загального сезону. З них 98 ігор було відкладено, а 23 інші перенесено на інші дати, щоб уникнути нових конфліктів. Крім того, під час зимових Олімпійських ігор мали відбутися 95 із 121 гри, в яких мали брати участь гравці НХЛ.
2 лютого стало відомо, що Олександр Овечкін отримав позитивний результат тесту на COVID-19 і пропустить Матч усіх зірок НХЛ 2022 року, на який він був обраний капітаном команди столичного дивізіону.